# سولدن (بادن-وورتمبرگ)
سولدن (به آلمانی: Sölden) یک شهر در آلمان است که در برایگاو-هخشوارتسوالد واقع شده‌است.